# Rumoka (powiat ciechanowski)
Rumoka – wieś w Polsce położona w województwie mazowieckim, w powiecie ciechanowskim, w gminie Glinojeck.
| SIMC    | Nazwa           | Rodzaj    |
| ------- | --------------- | --------- |
| 0114821 | Budzinka        | część wsi |
| 1053808 | Grądy           | część wsi |
| 1053843 | Nowopole        | część wsi |
| 1053866 | Rumoka-Kolonia  | część wsi |
| 1053872 | Rumoka-Teoniga  | część wsi |
| 1053889 | Rumoka-Uciekaje | część wsi |

W latach 1975–1998 miejscowość należała administracyjnie do województwa ciechanowskiego.
Obok miejscowości przepływa rzeczka Stawnica, dopływ Łydyni.